# Christian Reinhold von Derschau

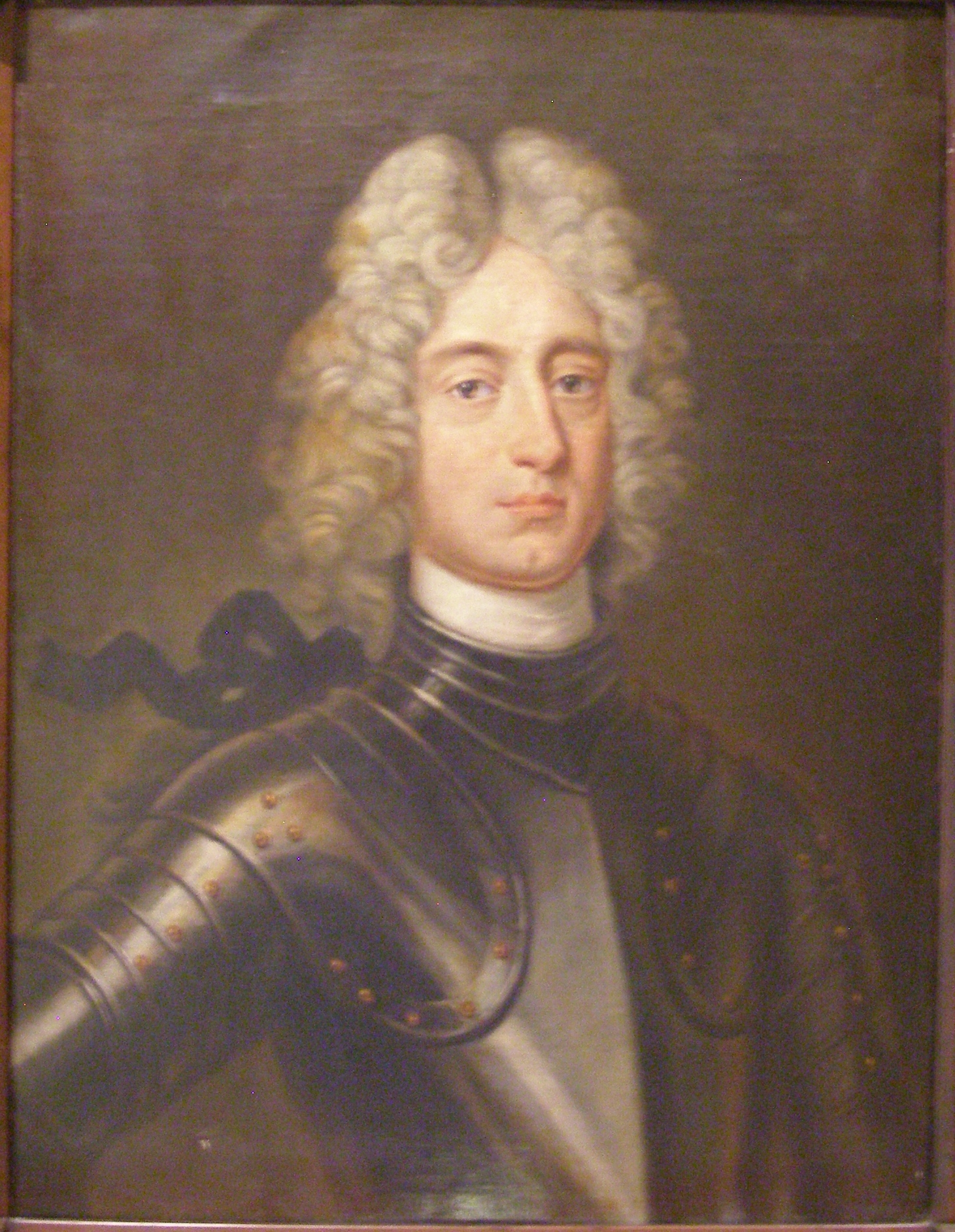
Christian Reinhold von Derschau (1649–1742)

Christian Reinhold von Derschau (* 30. Juni 1679 in Königsberg; † 4. November 1742 in Spandau) war ein preußischer Generalmajor, Amtshauptmann von Peitz und Cottbus sowie Mitglied des Tabakskollegiums.

## Leben

### Herkunft
Er entstammte dem preußisch-kurländischem Adelsgeschlecht Derschau. Seine Eltern waren Christian Wilhelm von Derschau (1652–1725), Tribunalrat in Königsberg, und Constantia Elisabeth Geelhaar (1660–1711), Tochter des Kurfürstlichen Rates Caspar Geelhaar.

### Militärkarriere
Derschau studierte zunächst in Königsberg und ging dann auf eine zweijährige Reise nach England und Holland. Dabei wurde er von den Franzosen gefangen genommen und in den Militärdienst gepresst, wo er Leutnant wurde. 1700 wurde er entlassen und ging in preußische Dienste. 1709 wurde er Adjutant von General Tettau in Holland. Er fiel dort den damaligen Kronprinzen Friedrich Wilhelm auf, der ihn in sein Regiment nahm. Bereits am 12. Dezember 1710 bekam Derschau eine eigene Kompanie. Am 8. Juni 1713 wurde er zum Major befördert und in die Füsiliergarde versetzt. Mit ihr nahm Derschau an den Kämpfen in Pommern teil.
Nach dem Krieg wurde er zum Generaladjutanten des Königs ernannt. 1718 wurde er Oberstleutnant und 1728 Oberst im Infanterieregiment „von Forcade de Biaix“. 1730 begleitete er den König ins große Campement bei Mühlberg. Dieser schickte ihn etwas später den Streit zwischen dem Domkapitel und der Stadt Hildesheim zu schlichten. 1732 begleitete er den König auf seiner Reise nach Prag. 1735 während des Feldzuges war Dreschau bei den preußischen Truppen am Rhein. 1738 ging er mit dem König nach Holland und im gleichen Jahr wurde er Chef des Infanterieregiments „von Kröcher“. 1740 wurde er zum Generalmajor ernannt. Für seinen ausgezeichneten Einsatz während des Ersten Schlesischen Krieges wurde er mit dem Orden Pour le Mérite ausgezeichnet. Derschau starb 1742 an Verstopfung und wurde in der Gruft der alten Berliner Garnisonkirche bestattet.
Derschau war ein enger Vertrauter des Königs, der ihn immer wieder mit wichtigen Aufgaben betraute. So war er 1721 mit dem Bau der Friedrichstadt beauftragt. Aber auch das Verhör des damaligen Kronprinzen Friedrich gehörten dazu.

## Familie
Derschau war in erster Ehe mit Dorothea Charlotte Hübner (1691–1713), Tochter des Berliner Bürgermeisters Christoph Ernst Hübner verheiratet. Nach ihrem frühen Tod heiratete er am 12. April 1718 Louise Charlotte von Sturm, Tochter des Kammergerichtspräsidenten Johann Sigmund von Sturm (1661–1719). Das Paar hatte vier Söhne und sechs Töchter:
- Elisabeth Charlotta (1719–1754) ⚭ 1733 in Berlin Karl Andreas Freiherr von Schomberg (1707–1766), Bürgermeister von Halle (sein Vater hieß ursprünglich Christian Julius Schomer)[1]
- Catharina Gertraut (1721–1722)
- Friedrich Wilhelm (1723–1779), preußischer Geheimer Kriegsrat und Etatrat, Generalpostmeister ⚭ 1763 in Kleve Cornelia Barbara Gertrude Schürmann (1742–1767)
- Ludwig Leopold (1725–1759), württembergischer Leutnant
- Klara Juliana (1728–1801) ⚭ 1744 in Berlin Albrecht Ludwig von Köller, preußischer Oberstleutnant und Kommandeur im Regiment „Wietersheim“
- Sophia Dorothea (1731–1804) ⚭ Gottlob Haubold von Liebenau († 1792), kursächsischer Generalmajor
- Friedrich Wilhelm Reinhold (* 1732), preußischer Leutnant
- Eleonora Margaretha Lovisa (1734–1802)
- Henriette Ernestina (* 1737)
- Karl Christian (1738–1810), preußischer Rittmeister im Husarenregiment „von Ziethen“, dänischer Major